# Hideto Suzuki
Hideto Suzuki (鈴木 秀人 Suzuki Hideto?,  nacido el 7 de octubre de 1974 en Hamamatsu, Shizuoka) es un exfutbolista japonés. Jugaba de defensa y su último club fue el Júbilo Iwata de Japón. Además jugó para la selección de fútbol de Japón.

## Carrera

### Clubes
Suzuki nació en Hamamatsu el 7 de octubre de 1974. Después de graduarse de la escuela secundaria, se unió al Yamaha (posteriormente Júbilo Iwata), club de la Japan Soccer League, en 1993. A pesar de que no jugó ningún partido, el equipo obtuvo el segundo lugar en 1993 y ascendió a la J1 League. Debutó en 1995 y se convirtió en una pieza fundamental en la era dorada de la historia de la institución. Con este conjunto salió campeón tres veces de la J1 League (1997, 1999, 2002). También obtuvo la Copa J. League 1998 y la Copa del Emperador 2003. A nivel continental, el club ganó la Copa de Clubes de Asia 1998-99 y salió finalista en la Copa de Clubes de Asia 1999-00 y 2000-01. Ya a finales de la década de 2000, su oportunidad para mostrarse en el campo de juego disminuyó. Se retiró al término de la temporada 2009. En total disputó 328 partidos y marcó 9 goles en la liga.

### Selección nacional
En julio de 1996, Suzuki fue convocado para formar parte de la Selección de fútbol sub-23 del Japón en los Juegos Olímpicos de 1996 y disputó los 3 partidos. A pesar de que Japón ganó 2 encuentros, Japón quedó eliminado en la fase de grupos. En esta instancia, Japón derrotó a Brasil en el primer juego. Este último es conocido como el “Milagro de Miami” (マイアミの奇跡) en Japón.
En junio de 1997, Suzuki fue convocado para formar parte de la Selección absoluta de Japón en las Eliminatorias para la Copa Mundial de Fútbol 1998. En esta cualificación, debutó el 28 de junio ante Omán. También fue convocado para formar parte de Japón en la Copa América 1999, pero no jugó ningún partido.

## Trayectoria

### Clubes
| Club                | País  | Año         |
| ------------------- | ----- | ----------- |
| Yamaha/Júbilo Iwata | Japón | 1993 - 2009 |

### Selección nacional
| Selección | País  | Año         |
| --------- | ----- | ----------- |
| Sub-23    | Japón | 1996        |
| Absoluta  | Japón | 1997 - 2002 |

## Estadísticas

### Clubes
| Rendimiento de club | Rendimiento de club | Rendimiento de club | Liga     | Liga  | Copa               | Copa               | Copa de la Liga | Copa de la Liga | Continental | Continental | Total    | Total |
| Año                 | Club                | Liga                | Partidos | Goles | Partidos           | Goles              | Partidos        | Goles           | Partidos    | Goles       | Partidos | Goles |
| Japón               | Japón               | Japón               | Liga     | Liga  | Copa del Emperador | Copa del Emperador | Copa J. League  | Copa J. League  | Asia        | Asia        | Total    | Total |
| ------------------- | ------------------- | ------------------- | -------- | ----- | ------------------ | ------------------ | --------------- | --------------- | ----------- | ----------- | -------- | ----- |
| 1993                | Yamaha/Júbilo Iwata | Football League     | 0        | 0     | 0                  | 0                  | 0               | 0               | -           | -           | 0        | 0     |
| 1994                | Yamaha/Júbilo Iwata | J1 League           | 0        | 0     | 0                  | 0                  | 0               | 0               | -           | -           | 0        | 0     |
| 1995                | Yamaha/Júbilo Iwata | J1 League           | 31       | 0     | 2                  | 0                  | -               | -               | -           | -           | 33       | 0     |
| 1996                | Yamaha/Júbilo Iwata | J1 League           | 21       | 1     | 1                  | 0                  | 10              | 0               | -           | -           | 32       | 1     |
| 1997                | Yamaha/Júbilo Iwata | J1 League           | 24       | 0     | 4                  | 0                  | 6               | 0               | -           | -           | 34       | 0     |
| 1998                | Yamaha/Júbilo Iwata | J1 League           | 20       | 1     | 0                  | 0                  | 4               | 0               | -           | -           | 24       | 1     |
| 1999                | Yamaha/Júbilo Iwata | J1 League           | 28       | 3     | 3                  | 0                  | 3               | 0               | -           | -           | 34       | 3     |
| 2000                | Yamaha/Júbilo Iwata | J1 League           | 29       | 0     | 3                  | 0                  | 4               | 0               | -           | -           | 36       | 0     |
| 2001                | Yamaha/Júbilo Iwata | J1 League           | 27       | 0     | 1                  | 0                  | 8               | 0               | -           | -           | 36       | 0     |
| 2002                | Yamaha/Júbilo Iwata | J1 League           | 27       | 0     | 1                  | 0                  | 8               | 0               | -           | -           | 36       | 0     |
| 2003                | Yamaha/Júbilo Iwata | J1 League           | 29       | 0     | 5                  | 0                  | 9               | 0               | -           | -           | 43       | 0     |
| 2004                | Yamaha/Júbilo Iwata | J1 League           | 28       | 1     | 3                  | 0                  | 5               | 0               | 5           | 0           | 41       | 1     |
| 2005                | Yamaha/Júbilo Iwata | J1 League           | 12       | 0     | 3                  | 0                  | 1               | 0               | 2           | 0           | 18       | 0     |
| 2006                | Yamaha/Júbilo Iwata | J1 League           | 27       | 2     | 2                  | 0                  | 6               | 0               | -           | -           | 35       | 2     |
| 2007                | Yamaha/Júbilo Iwata | J1 League           | 11       | 1     | 1                  | 0                  | 3               | 0               | -           | -           | 15       | 1     |
| 2008                | Yamaha/Júbilo Iwata | J1 League           | 8        | 0     | 1                  | 0                  | 3               | 0               | -           | -           | 12       | 0     |
| 2009                | Yamaha/Júbilo Iwata | J1 League           | 6        | 0     | 1                  | 0                  | 0               | 0               | -           | -           | 7        | 0     |
| País                | Japón               | Japón               | 328      | 9     | 31                 | 0                  | 70              | 0               | 7           | 0           | 436      | 9     |
| Total               | Total               | Total               | 328      | 9     | 31                 | 0                  | 70              | 0               | 7           | 0           | 436      | 9     |

### Selección nacional
| Selección de Japón | Selección de Japón | Selección de Japón |
| Año                | Part.              | Goles              |
| ------------------ | ------------------ | ------------------ |
| 1997               | 1                  | 0                  |
| Total              | 1                  | 0                  |

### Participaciones en Juegos Olímpicos
| Juegos Olímpicos         | Sede    | Resultado    | Partidos | Goles |
| ------------------------ | ------- | ------------ | -------- | ----- |
| Juegos Olímpicos de 1996 | Atlanta | Primera fase | 3        | 0     |

### Participaciones en Copa América
| Copa              | Sede     | Resultado    | Partidos | Goles |
| ----------------- | -------- | ------------ | -------- | ----- |
| Copa América 1999 | Paraguay | Primera fase | 0        | 0     |

## Palmarés

### Títulos nacionales
| Título             | Club         | País  | Año  |
| ------------------ | ------------ | ----- | ---- |
| J1 League          | Júbilo Iwata | Japón | 1997 |
| Copa J. League     | Júbilo Iwata | Japón | 1998 |
| J1 League          | Júbilo Iwata | Japón | 1999 |
| Supercopa de Japón | Júbilo Iwata | Japón | 2000 |
| J1 League          | Júbilo Iwata | Japón | 2002 |
| Supercopa de Japón | Júbilo Iwata | Japón | 2003 |
| Copa del Emperador | Júbilo Iwata | Japón | 2003 |
| Supercopa de Japón | Júbilo Iwata | Japón | 2004 |

### Títulos internacionales
| Título                 | Club         | Sede    | Año  |
| ---------------------- | ------------ | ------- | ---- |
| Copa de Clubes de Asia | Júbilo Iwata | Teherán | 1999 |
| Supercopa de la AFC    | Júbilo Iwata | Yeda    | 1999 |

### Distinciones individuales
| Distinción        | Año  |
| ----------------- | ---- |
| J. League Best XI | 2002 |